# Hongarije op de Olympische Winterspelen 1956
Tijdens de Olympische Winterspelen van 1956, die in Cortina d'Ampezzo (Italië) werden gehouden, nam Hongarije voor de zevende keer deel.

## Medailleoverzicht
| Sport       | Olympiër                  | Discipline | Medaille |
| ----------- | ------------------------- | ---------- | -------- |
| Kunstrijden | Marianna Nagy László Nagy | paarrijden | Brons    |

## Deelnemers en resultaten

### Kunstrijden
| Olympiër                  | Discipline | Resultaat | Prestatie               |
| ------------------------- | ---------- | --------- | ----------------------- |
| Marianna Nagy László Nagy | paarrijden | Brons     | pc. 32,0; 11,030 punten |

Australië · België · Bolivia · Bulgarije · Canada · Chili · Duits eenheidsteam · Finland · Frankrijk · Griekenland · Groot-Brittannië · Hongarije · IJsland · Iran · Italië · Japan · Joegoslavië · Libanon · Liechtenstein · Nederland · Noorwegen · Oostenrijk · Polen · Roemenië ·  Sovjet-Unie · Spanje · Tsjecho-Slowakije · Turkije · Verenigde Staten · Zuid-Korea · Zweden · Zwitserland